# 소련 방공군
소련 방공군(러시아어: Войска ПВО СССР)은 소련군의 방공전을 전담하였던 군종이다.

## 개요
소련은 동유럽, 유라시아, 아시아의 3개 대륙에 걸친 광활한 영토을 가진 탓에 제공권 장악과 지상타격 임무 등을 맡는 공군, 영공방위만을 맡는 방공군으로 분리하여 군을 운용하였다.
1978년 4월 20일 대한항공 902편 격추 사건과 1983년 9월 1일 대한항공 007편 격추 사건으로 충돌이 있었다.
소련의 붕괴로 소련군과 함께 1992년에 해체되었고, 고도에 따라 각 군종으로 기능이 분리되었다.

## 장비

### 요격기
- Su-15
- MiG-25
- MiG-23ML
- Yak-28
- Su-9
- Su-27
- Su-27PU
- Tu-128
- MiG-31
- Su-7 - 이쪽은 요격기로 운용할려 했는데 잦은 사고로 지상공격기가 되었다.
- Tu-161